# Waerdse Tempel
De Waerdse Tempel was een groot poppodium en uitgaanscentrum bij Heerhugowaard in Noord-Holland. Het werd, na een ontwikkelingstijd van zeven jaar, geopend op 20 januari 2006 met een concert van BZN. De eerste internationale topact die de Waerdse Tempel wist te boeken was Jethro Tull.
Met een zaalcapaciteit van ongeveer 2500 bezoekers was de Waerdse Tempel, na de Heineken Music Hall, de grootste uitgaansmogelijkheid van de provincie Noord-Holland. Er werd gestreefd naar een brede programmering, maar door de aanwezigheid van een kleine zaal voor 350 bezoekers konden ook kleinschalige voorstellingen bezocht worden.
De Waerdse Tempel was een multifunctioneel gebouw met twee zalen en een restaurant voor 150 personen gelegen tussen Alkmaar en Heerhugowaard aan een meer met een aangelegd strand. Het gebouw is ontworpen door Schulze en Van Dijk.
Op 7 september 2008 ontving de Waerdse Tempel de 250.000ste bezoeker. De Waerdse Tempel groeide uit tot een poppodium waar nationale en internationale artiesten regelmatig optraden. Bands als: Toto, Motörhead, Marillion, Walter Trout, Joe Bonamassa, Beth Hart, The Dubliners, Terence Trent D'Arby, The Zombies, Saybia, Kane, Golden Earring, De Dijk, Chickenfoot en Oôs Joôs zijn hier voorbeelden van. Ook op dancegebied was de Waerdse Tempel actief met diverse evenementen.
Op 1 januari 2012 sloot de Waerdse Tempel definitief haar deuren. De exploitatie van het pand was niet meer rendabel.

## Sluiting en Heropening en opnieuw Sluiting
De eigenaar van de Waerdse Tempel wilde het pand te verkopen aan uitvaartonderneming Monuta die er een crematorium zou vestigen. Het gemeentelijk bestemmingsplan liet dit echter niet toe. In 2013 wilde een lokale ondernemer er een thermencomplex annex welnesscenter van maken. Eind 2015 werd het complex via een executieveiling verkocht aan een groep zakenlieden die het in 2016 heropenden onder de naam The Temple,
een jaar later werd die naam veranderd in Palm Beach & Events. Op 21 februari 2019 is middels een artikel in het Noordhollands Dagblad bekendgemaakt dat Palm Beach & Events wegens gebrek aan tijd van de eigenaar de deuren gesloten heeft en het pand weer te koop staat.

## Een nieuwe eigenaar en een nieuwe start
In 2021 werd bekend dat er voor het pand een nieuwe eigenaar was gevonden, FG Live Exploitatie BV.
Na een grondige verbouwing, die van 2021 tot 2023 heeft geduurd, opende FG Live in Oktober 2023 haar deuren voor het grote publiek.